# Figueira de Castelo Rodrigo
Figueira de Castelo Rodrigo és un municipi portuguès, situat al districte de Guarda, a la regió del Centre i a la subregió de Beira Interior Norte. L'any 2006 tenia 6.723 habitants. Es divideix en 17 freguesias. Limita al nord amb Freixo de Espada à Cinta, a l'est amb la província de Salamanca, al sud amb Almeida, al sud-oest i oest amb Pinhel i al nord-oest amb Vila Nova de Foz Côa.

## Població
| Població del concelho de Figueira de Castelo Rodrigo (1801 – 2004) | Població del concelho de Figueira de Castelo Rodrigo (1801 – 2004) | Població del concelho de Figueira de Castelo Rodrigo (1801 – 2004) | Població del concelho de Figueira de Castelo Rodrigo (1801 – 2004) | Població del concelho de Figueira de Castelo Rodrigo (1801 – 2004) | Població del concelho de Figueira de Castelo Rodrigo (1801 – 2004) | Població del concelho de Figueira de Castelo Rodrigo (1801 – 2004) | Població del concelho de Figueira de Castelo Rodrigo (1801 – 2004) | Població del concelho de Figueira de Castelo Rodrigo (1801 – 2004) |
| ------------------------------------------------------------------ | ------------------------------------------------------------------ | ------------------------------------------------------------------ | ------------------------------------------------------------------ | ------------------------------------------------------------------ | ------------------------------------------------------------------ | ------------------------------------------------------------------ | ------------------------------------------------------------------ | ------------------------------------------------------------------ |
| 1801                                                               | 1849                                                               | 1900                                                               | 1930                                                               | 1960                                                               | 1981                                                               | 1991                                                               | 2001                                                               | 2004                                                               |
| 7059                                                               | 7784                                                               | 14716                                                              | 13339                                                              | 13237                                                              | 9140                                                               | 8105                                                               | 7158                                                               | 6884                                                               |

## Freguesies
- Algodres
- Almofala
- Castelo Rodrigo
- Cinco Vilas
- Colmeal
- Escalhão
- Escarigo
- Figueira de Castelo Rodrigo
- Freixeda de Torrão
- Mata de Lobos
- Penha da Águia
- Quintã de Pêro Martins
- Reigada
- Vale de Alfonsinho
- Vermiosa
- Vilar de Amargo
- Vilar Torpim